# Cultura Ucrainei

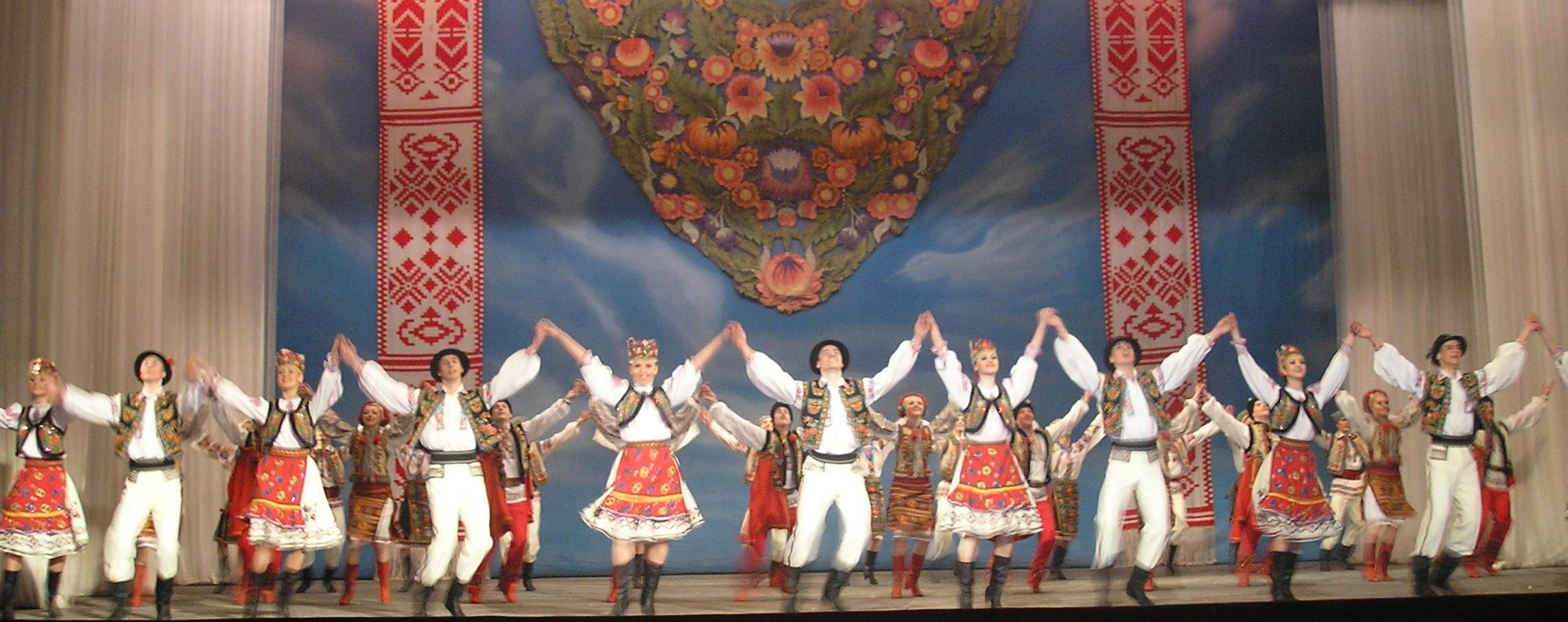
Spectacol al ansamblului de dansuri Virsky, prezentând un dans tradiţional ucrainean.

Cultura Ucrainei este rezultatul unor influențe atât vestice cât și estice care s-au exercitat de-a lungul secolelor pe teriroriul țării, la care s-au adăugat identități culturale specifice ale diferitelor grupuri etnice care populează zona. Aidoma întregii Europe, Creștinismul este un factor major de influențare al culturii Ucrainei. 